# The Seahorses
The Seahorses fue una banda de rock alternativo fundada en 1996 por el guitarrista John Squire, tras la ruptura de la banda conocida como The Stone Roses
La banda lanzó su disco de debut "Do It Yourself" en 1997, y empezaron  a trabajar en una continuación que se vio interrumpida por diferencias creativas que lentamente fueron provocando la separación de la banda a causa de discrepancias musicales en enero de 1999.
Sobre la banda, Squire comentó en 2002 lo siguiente sobre el proyecto: "Me lancé a hacerlo. The Seahorses fue más una reacción apresurada tras dejar los Stone Roses que propiamente una cosa a considerar como a largo plazo" también, añadió lo siguiente: "No creo que sea el tipo de artista que cuadre en una banda con modelo de democracia. Requiere de muchísimo control. Odio tener que ver mis ideas desplazarse en favor de alguien más. Intenté adecuar a la banda en un estilo definido de ropa, pero solo lo lanzaron a mi cara, haciéndome ver que debería comenzar de nuevo."

## Fundación e interés inicial de los medios en el proyecto
Squire fundó The Seahorses en 1996 tras su salida de los Stone Roses. En primer lugar, reclutó al bajista Stuart Fletcher, al cual vio por casualidad en la venida de Fibbers en York cuando estaba bebiendo con el técnico de guitarra Martin Herbet. Fletcher estaba en aquel momento en una banda de covers local, The Blueflies, como un reemplazo del bajista de aquella banda que en el último momento se había escaqueado. Squire hizo pruebas a dos cantantes - Sean O´Brien, anteriormente en la banda de Warrington, The Steamboat Band, y Chris Helme, el cual fue encontrado por el amigo de Squire husmeando fuera de un club nocturno, conocido como Woolworths Gruoup en York. Tras varias audiciones y tras el apremio de su mánager, Squire eventualmente eligió a Helme, a pesar de que, en sus palabras, "cerrase los ojos cuando cantaba como cantan los cantantes de folk". A su vez, Helme era también compositor, y Squire, a pesar de que en un inicio no le gustasen sus canciones, admitió que le gustaron algunas canciones, tales como "Blinded by the Sun".
En el verano de 1996, Squire rentó una casa en Coniston, Cumbria, para escribir y practicar junto a Helme y Fletcher. Muchos baterías audicionaron antes que Andy Watts, al cual había conocido previamente Fletcher y que a su vez, conocía a Helme.
A causa del pasado anterior de Squire con los Stone Roses, la banda se vio comprometida con el interés de los medios y la especulación antes de que hubieran grabado o lanzado nada. Se rumoreó que Alan Wren se uniría a la banda . El nombre de la banda también fue motivo de especulación a causa de NME al decir que era un anagrama de "Él odia a los Roses" (Esto en inglés sería "He Hates Roses"). Otros anagramas del mismo artículo fueron "The Rose Ashes" y "She´s A Rose". Más tarde, Squire dijo lo siguiente: "Fue mera casualidad. En aquel momento, los veía en todas partes porque habia gente que decía que no existían. Es poco usual que el macho de una especie se embarace".

## Do it Yourself
Unas semanas tras que se uniera Watts, la banda realizaron conciertos de calentamiento en Buckley, Greenock y Lancaster, antes de dirigirse a North Hollywood para grabar con David Bowie y el productor de T.Rex, Tony Vasconti. La banda lanzó su sencillo de debut Love Is the Law el 28 de abril de 1997, a través de Geffen Records, de los cuales Squire aun mantenía contrato tras su partida de los Stone Roses. El álbum de debut fue lanzado en mayo de 1997. Una de las canciones del disco fue escrita junto a Liam Gallagher, la conocida como "Love Me and Leave Me".
Poco antes del lanzamiento del sencillo, se anunció que el batería Andy Watts estaba dejando el grupo para pasar más rato junto a su familia. Watts más tarde dijo que fue el mánager de la banda, Steve Atherton quien le dijo de marcharse en una de las reuniones de la banda, puesto que decían que no aprobaban el comportamiento desmedido de este durante la gira, porque no iba de acorde a la imagen para la banda. Sobre esto mismo, habló Helme el cual dijo que Watts "se comportaba como un capullo"; Watts más tarde atribuyó aquello al uso de la cocaína. Fletcher más tarde dijo que Watts "se estaba yendo lentamente de sus cabales". Watts fue temporalmente reemplazado por dos músicos de sesión: Mal Scott (con el cual estuvieron durante todo 1997 y que tocó en el único sencillo escrito por Squire/Helme, "You Can Talk to Me" en diciembre de 1997) y Toby Drummond.
La banda tocaron en actos acompañantes con The Rolling Stones, U2, y Oasis. En 1998, la banda empezó a trabajar en el álbum que continuaría a este con otro batería, Mark Heaney. Estos dieron muestras de nuevas canciones durante reuniones de aficionados secretas y en apariciones en festivales, entre las que se incluyeron los siguientes títulos: "City in the Sky", "700 Horses","Tombraid" y dos composiciones de Helme, "Won´t Let You Fall" y "Moth".

## Las grabaciones de su segundo álbum y la separación
La banda entró a grabar en los Olympic Studios con el productor David Bottrill en enero de 1999 para grabar el álbum, el cual tenía como títulos provisionales «Minus Blue» y «Motocade», sin embargo, las tensiones empezaron entre Squire y Helme. Fletcher dijo que había visto como Helme "convertir una guitarra en un montón de astillas y palos durante aquella sesión". Squire walked out of the studio and didn't return; the sessions were abandoned, and the group split up.
La banda anunció su separación el 23 de enero de 1999, con una nota de prensa diciendo que fue por diferencias creativas. Un vocero de la banda informó más tarde al NME que Squire "se había encontrado insatisfecho con el material producido por Helme hasta el punto en el que el compañerismo entre ambos era imposible".
A pesar de haber mostrado canciones completamente formadas, incluyendo dos composiciones, Helme más tarde diria en el 2001 que sus aportaciones fueron ignoradas y que la banda estaba trabajando en aquel momento de su ruptura en "canciones inacabadas con letras inacabadas, y que todas ellas eran de Squire". Squire había mencionado previamente que "la cantidad de escritura hecha era la misma que antes; Chris  y yo nos habíamos ayudado mutuamente en canciones, pero que no habían hecho tantas colaboraciones como mencionaba este", y algunas fuentes cercanas y fiables de la banda confirmaron que habían trabajado en una cantidad fija de canciones para el susodicho disco.
Helme admitió en el 2011 que estuvo en descontento con la escritura de Squire durante la mayoría del material de la banda, y que antes que eso, Squire se había llevado la mayoría del dinero por la publicación del álbum. A pesar de esto, intentó lanzar un álbum en solitario mientras estaba en la banda mientras estaba en The Seahorses, y que le fue notificado por la administración de la banda que si empezaba a hacer giras con el material de la banda sería denunciado si permanecía en la banda. Esto llevó a problemas entre Helme y Squire, provocando que el primero empezara a beber en demasía y llegara a las prácticas tarde y borracho, aumentando la irritación de Squire.
Squire más tarde comentó que tuvo sus razones para terminar con la banda y dijo que "pensaba que sonaban fatal y que no merecian ese puesto en el que estaban. La banda era complaciente, no te digo que fuera culpa de todos, pero quizás habiamos llegado tan lejos sin tanto esfuerzo a causa de lo que habia hecho en el pasado". Además añadió que "la banda no hubiera funcionado a causa del cantante, Chris, el cual queria hacer una carrera en solitario mientras estaba en la banda y eso, no iba conmigo".

## Tras separarse
Tras la ruptura de los Seahorses, Squire continuó trabajando con el batería Marl Heaney en un nuevo proyecto llamado John Squire´s Skunkworks el cual incluiría al vocalista Duncan Baxter, además de exmiembros de The Verve, Simon Jones y Simon Tong. Sin embargo, el proyecto colapsó y los otros miembros de la banda continuaron lanzando material como The Shining. Él más tarde lanzaría dos álbumes en solitario y haría giras para ambos, antes de anunciar que dejaría la música y se concentraría en el arte. Squire más tarde se uniría a la reunión de los Stone Roses en el 2011.
Tras la separación de The Shining, Heaney continuó trabajando como un profesor de batería y como músico de sesión, apareciendo en el primer disco en solitario de Squire, llamado "Times Changes Everything". Más tarde se unió a la banda de post-punk Gang of Four en el 2005, y continuó trabajando como músico de sesión para artistas como Badly Drawn Boy y Klaxons, entre muchos otros.
Helme persiguió una carrera en solitario mientras que atacaba a John Squire en la prensa, describiendo su material como "música basura". Más tarde fundó The Yards junto a Stuart Fletcher y el guitarrista de Shed Seven, Paul Banks en el 2001, los cuales sacaron dos álbumes en su discográfica Erótica antes de separarse en noviembre de 2009 y desde entonces ha resucitado su carrera en solitario con álbum autolanzado llamado "Ashes". Más tarde comentó sobre su relación con Squire diciendo que «no tenía contacto con él ahora, nunca lo tuve a decir verdad, siempre fue esquivo».
Fletcher sigue activo en la escena musical de York. Regularmente realiza actuaciones con una banda de covers, The Mothers, y ha tocado junto a Rick Witter en su periodo con la banda Rick Witter and The Dukes. Se unió a la banda de Heather Findlays, Mantra Vega, en 2015, y se unió a Hurricane No.1 en 2018.

## Discografía
Álbum
- Do It Yourself (26 de mayo de 1997)[23] – UK No. 2,[24]

Singles
- "Love Is the Law" (28 de abril de 1997) – UK No. 3[24]
- "Blinded by the Sun" (14 de julio de 1997) – UK No. 7[24]
- "Love Me and Leave Me" (29 de septiembre de 1997) – UK No. 16[24]
- "You Can Talk to Me" (1 de diciembre de 1997) – UK No. 15,[24] US Modern Rock No. 30